# 爸媽不在家
《爸媽不在家》（英語：Ilo Ilo）是一部2013年新加坡-菲律賓-台灣华语剧情片。本片由陳哲藝执导。
本片入圍第57屆倫敦影展、第56屆亞太影展，並獲得第66屆坎城影展金攝影機獎和第50屆金馬獎最佳劇情片，是新加坡首部獲坎城獎項的電影，也代表新加坡參加第86屆奧斯卡金像獎最佳外語片的競逐。

## 劇情大綱
故事以1997年亞洲金融風暴期間的新加坡的林姓一家為主角，林家正在適應剛來到這個家的菲律賓籍家庭幫傭泰莉。泰莉和許多菲律賓移工一樣，都試圖到新加坡尋求更好的生活。林家父親在玻璃公司從事業務，懷有身孕的林母在航運公司擔任秘書，而兩人的孩子林家樂是個調皮搗蛋的孩子。
在泰莉初來乍到時，她和家樂處得並不融洽。某次兩人在書店裡採購時，家樂把未付款的商品偷偷放進泰莉的購物袋裡，害她被控偷竊，之後家樂遭到泰莉訓斥，兩人的關係越加緊張，而家樂也開始躲避每天放學後到校接自己的泰莉，甚至翻過圍牆先跑回家，並把泰莉鎖在門外。在某次加樂因躲避泰莉而出車禍，並因此需要泰莉幫忙洗澡後，他和泰莉的感情才漸漸好了起來。
林家父親在工作上失誤導致他被開除，但他對妻子隱瞞此事，並在公寓外樓梯間偷抽菸，此景被泰莉看到。一段時間後，他找了份在雞蛋工廠當保全的臨時工，但他在股市方面持續虧損，最終向妻子坦承此事。隨著財務出現危機，家庭的局勢日益緊張。
家樂和泰莉的關係變好，引起林家母親的嫉妒，彷彿自己的母親身分被泰莉取代。林母參加了一場勵志演說，被演講者的言論打動，買下他發行的勵志書籍和CD。後來她卻從電視上得知這名演講者因詐欺罪被捕，她非常失意，罕見地在丈夫面前崩潰哭泣。
雖然家樂很調皮，但他對研究樂透很著迷，並對此展現出高超的計算能力，他在課堂上寫下自己預測的數字，老師發現後斥責他一頓，但老師在家樂的指引下贏得了樂透頭獎。某次家樂因好奇而偷抽父親的菸，並把菸蒂丟在廁所，母親發現後以為是泰莉所為，把她叫到房間批評一頓，直到林父回家稱菸是自己的，才平息這場冤案。其實泰莉知道林父都在樓梯間抽菸，但她為了保護家樂，沒有說出實情。
某天家樂在學校被同學訕笑，同學表示他家的女傭是因為工資才愛他，家樂憤而和同學扭打，導致同學的頭受傷流血。學校打算開除家樂，但泰莉不斷替他求情。林母到校和校方後談妥解決方案，接著咄咄逼人地提醒泰莉，搞清楚誰才是家樂的母親。作為弄傷同學的懲罰，家樂在全校面前遭受鞭刑。雖然泰莉在場，但她愛莫能助。
林父在從事保全工作時，為了追查可疑份子跌倒，弄碎了不少雞蛋，因而遭到解雇。這使林家的經濟終於無法負荷，必須將泰莉解雇。家樂得知消息後立即請人幫忙買了張樂透，可是沒有中獎，他也非常沮喪。林家將泰莉送到機場，分離的時候到了，家樂趁泰莉轉頭時剪下她的一撮頭髮，林母氣得打了兒子一巴掌。泰莉離開後，家樂嗅了嗅那撮頭髮，思念著泰莉。電影最後，林母腹中的胎兒平安出生，而家樂和父親坐在醫院的長椅，一起戴上耳機聽歌。

## 制作
据导演陈哲艺表示，影片的背景是1997年到1998年的亚洲金融危机，危机导致亚洲经济很萧条，很多公司倒闭，包括他父亲在内的很多人被裁员。他父亲之前有一份不错的工作，被裁员之后他家就不得不搬家、换车。
影片的灵感来自陈哲艺个人小时候的成长回忆。2010年他在英国国家影视学院完成导演硕士的时候，已经拍了很多短片，认为该拍一部长片了，“于是很多小时候的记忆、人、事、物涌进脑海里，就想起从4岁到12岁时照顾他的菲律宾保姆。全家去机场送她走的情况我记得非常清楚，当时我哭得很惨，也是我第一次感受到离别的痛楚。就觉得这个情感里面有个故事，应该把它拍成电影。”

## 獎項
| 主辦單位                                     | 獎項                     | 受獎者         | 階段／結果 |
| -------------------------------------------- | ------------------------ | -------------- | ---------- |
| 第66屆坎城影展                               | 金攝影機獎               | 《爸媽不在家》 | 獲獎       |
| 第57屆倫敦國際影展                           | 電影人才獎               | 陳哲藝         | 獲獎       |
| 第11屆俄羅斯海參崴國際電影節                 | 最佳女主角               | 楊雁雁         | 獲獎       |
| 第11屆俄羅斯海參崴國際電影節                 | 最佳影片                 | 《爸媽不在家》 | 獲獎       |
| 第11屆俄羅斯海參崴國際電影節                 | 亞洲電影促進聯盟特別作品 | 《爸媽不在家》 | 獲獎       |
| 第9屆歐亞電影節                              | 最佳男主角               | 許家樂         | 獲獎       |
| 第10屆米什科爾茨國際電影節                   | 評審團大獎               | 《爸媽不在家》 | 獲獎       |
| 第10屆米什科爾茨國際電影節                   | 宗教人道獎               | 《爸媽不在家》 | 獲獎       |
| 第10屆米什科爾茨國際電影節                   | 費比西國際影評人獎       | 《爸媽不在家》 | 獲獎       |
| 第15屆孟買電影節 「導演首作」單元            | 最佳導演                 | 陳哲藝         | 獲獎       |
| 第15屆孟買電影節 「導演首作」單元            | 最佳女主角               | 楊雁雁         | 獲獎       |
| 2013年香港亞洲電影節                         | 亞洲新導演獎             | 陳哲藝         | 獲獎       |
| 第50屆金馬獎                                 | 最佳劇情片               | 《爸媽不在家》 | 獲獎       |
| 第50屆金馬獎                                 | 最佳新導演               | 陳哲藝         | 獲獎       |
| 第50屆金馬獎                                 | 最佳男配角               | 陳天文         | 提名       |
| 第50屆金馬獎                                 | 最佳女配角               | 楊雁雁         | 獲獎       |
| 第50屆金馬獎                                 | 最佳新演員               | 許家樂         | 提名       |
| 第50屆金馬獎                                 | 最佳原著劇本             | 陳哲藝         | 獲獎       |
| 第56屆亞太影展                               | 最佳劇情片               | 《爸媽不在家》 | 提名       |
| 第56屆亞太影展                               | 最佳女主角               | Angeli Bayani  | 提名       |
| 第56屆亞太影展                               | 最佳女配角               | 楊雁雁         | 獲獎       |
| 第56屆亞太影展                               | 最佳編劇                 | 陳哲藝         | 提名       |
| 第7屆亞太電影獎 (Asia Pacific Screen Awards) | 最佳導演成就奖           | 陳哲藝         | 獲獎       |
| 第10屆杜拜國際電影節                         | 最佳電影                 | 《爸媽不在家》 | 獲獎       |
| 第10屆杜拜國際電影節                         | 最佳女演員               | 楊雁雁         | 獲獎       |
| 第8屆亞洲電影大獎                            | 最佳導演                 | 陳哲藝         | 提名       |
| 第8屆亞洲電影大獎                            | 最佳女配角               | 楊雁雁         | 獲獎       |
| 第4屆北京國際電影節                          | 最佳導演                 | 《爸媽不在家》 | 提名       |
| 第14屆華語電影傳媒大獎                       | 最佳電影                 | 《爸媽不在家》 | 提名       |
| 第14屆華語電影傳媒大獎                       | 最佳導演                 | 陳哲藝         | 提名       |
| 第14屆華語電影傳媒大獎                       | 最佳編劇                 | 陳哲藝         | 獲獎       |
| 第14屆華語電影傳媒大獎                       | 最佳女配角               | 楊雁雁         | 獲獎       |
| 第14屆華語電影傳媒大獎                       | 最佳新導演               | 陳哲藝         | 提名       |
| 第14屆華語電影傳媒大獎                       | 最佳新演員               | 許家樂         | 提名       |

## 軼聞
- 本片英文片名「Ilo Ilo」指的是菲律賓的伊洛伊洛市，即片中保姆的老家。

## 外部連結
- ILO ILO 爸妈不在家的Facebook專頁
- Yahoo奇摩電影上《爸媽不在家》的資料（繁體中文）
- 開眼電影網上《爸媽不在家》的資料（繁體中文）
- 时光网上《爸媽不在家》的資料（简体中文）
- 豆瓣电影上《爸媽不在家》的資料 （简体中文）
- 爛番茄上《爸媽不在家》的資料（英文）
- AllMovie上《爸媽不在家》的资料（英文）
- 互联网电影数据库（IMDb）上《爸媽不在家》的资料（英文）